# Iablunivka, Stara Sîneava
Iablunivka (în ucraineană Яблунівка) este un sat în comuna Țîmbalivka din raionul Stara Sîneava, regiunea Hmelnîțkîi, Ucraina.

## Demografie
Componența lingvistică a localității Iablunivka
     Ucraineană (99,54%)
     Alte limbi (0,46%)
Conform recensământului din 2001, majoritatea populației localității Iablunivka era vorbitoare de ucraineană (99,54%), existând în minoritate și vorbitori de alte limbi.